# National Arts Council of Zambia
Das National Arts Council of Zambia (NAC) ist die Dachorganisation der folgenden Kunstverbände in Sambia:
- National Theatre Arts Association of Zambia – NATAAZ
- National Media Arts Association – NAMA
- Zambia Folk Dance and Music Society – ZAFODAMUS
- Zambia Women Writers Association – ZAWWA
- Zambia Popular Theatre Alliance – ZAPOTA
- Zambia Association of Musicians – ZAM
- Zambia Adjudicators’ Panel – ZAP
- Zambia National Visual Arts Council – VAC
- Association of Theatre for Children and Young People in Zambia – ASSITEJ